# Lindha Kallerdahl
Lindha Kallerdahl, född Svantesson 27 september 1972, är en svensk jazzsångare. Hon är gift med pianisten och kompositören Fabian Kallerdahl.

## Priser och utmärkelser
- 2001 – Jazz i Sverige
- 2003 – Sten A Olssons kulturstipendium
- 2015 – Hedersgäst vid Umeå Jazzfestival

## Diskografi

### Som Lindha Svantesson
- 1999 – Röd
- 2001 – Far from Alone
- 2003 – 9 Swans Repeat

### Som Lindha Kallerdahl
- 2007 – Gold
- 2009 – Skoddeheimen
- 2012 – Let’s Dance
- 2014 – Gold Quintet Solo
- 2020-the thrill is gone